# منتخب الغابون لكرة القدم للسيدات
منتخب الغابون لكرة القدم للسيدات (بالفرنسية: Équipe du Gabon féminine de football)‏ هو ممثل الغابون الرسمي في المنافسات الدولية في كرة القدم للسيدات، يديريه اتحاد الغابون لكرة القدم.